# Рудковский сельский совет (Царичанский район)
Рудковский сельский совет (укр. Рудківська сільська рада) — упразднённый сельский совет, входивший в состав
Царичанского района
Днепропетровской области
Украины.
Административный центр сельского совета находился в 
с. Рудка
.
5 января 2018 года сельсовет снят с учета в связи с образованием на базе Китайгородского и Рудковского сельсоветов Китайгородской сельской территориальной общины.

## Населённые пункты совета
- с. Рудка
- с. Кравцовка
- с. Рыбалки
- с. Щербиновка